# استنظام الدفعة
تسوية الحزمة أو استنظام الدُّفْعَة هي طريقة تستخدم لجعل تدريب الشبكات العصبونية الاصطناعية أسرع وأكثر استقرارًا من خلال تسوية مدخلات الطبقات عن طريق إعادة التوسيط وإعادة القياس. اقترحها سيرجي إيوفي وكريستيان زيجيدي في عام 2015.
في حين أن تأثير استنظام الدفعة واضح، فإن الأسباب الكامنة وراء فعاليتها تظل قيد المناقشة. كان يُعتقد أنه يمكن أن يخفف من مشكلة التحول المتغير الداخلي، حيث تؤثر تهيئة المعلمة والتغييرات في توزيع مدخلات كل طبقة على معدل التعلم للشبكة. جادل بعض العلماء في الأوان الأخير أن تطبيع الدُفعات لا يقلل من التحول المتغير الداخلي، بل يعمل على تسهيل الوظيفة الموضوعية ، والتي بدورها تعمل على تحسين الأداء. ومع ذلك يؤدي استنظام الدُفعات عند التهيئة في الواقع إلى حدوث انفجار متدرج شديد في الشبكات العميقة، والذي يُخفف فقط عن طريق تخطي الاتصالات في الشبكات المتبقية. ويرى آخرون أن استنظام الدفعة يحقق فصلًا في اتجاه الطول، وبذلك يسرع الشبكات العصبوينة الاصطناعية.